# アイルランドの大学一覧
アイルランドの大学一覧は、アイルランドにおける大学の一覧である。

## 総合大学（University）
2022年現在、総合大学（University）が8校あり、以下がその一覧である。
- アイルランド王立外科医学院（医学保健大学）
- アイルランド国立大学
  - アイルランド国立大学コーク校（UCC）
  - アイルランド国立大学ダブリン校（UCD）
  - ゴールウェイ大学
  - メイヌース大学
- ダブリン大学
  - トリニティ・カレッジ
- ダブリンシティ大学
- リムリック大学

## 工科大学（Technological University）
2022年現在、工科大学（Technological University）が5校あり、以下がその一覧である。
- アトランティック工科大学（英語版）
- サウス・イースト工科大学（英語版）
- シャノン工科大学：ミッドランズ・ミッドウェスト（英語版）
- ダブリン工科大学
- マンスター工科大学（英語版）

## 技術学院（Institute of Technology）
2022年現在、技術学院（Institute of Technology）は2校あり、以下がその一覧である。
- ダンドーク技術学院
- ダン・レアリー芸術技術学院

## 単科大学（College）

### 国公立単科大学（Public College）
以下は公的資金を受けている高等教育機関の一覧である。
- アート・デザイン国立大学（UCD認可[4]）
- アイルランド王立音楽院（ダブリン大学附属[5]）
- アイルランド王立アカデミー
- アイルランド国立カレッジ
- セント・アンジェラ大学（ゴールウェイ大学附属[6]）
- セント・パトリック・カーロウ大学
- ダブリン高等研究所
- シャノン・ホテル経営大学（ゴールウェイ大学附属[6]）
- マリノ教育大学（ダブリン大学附属[5]）
- メアリー・イマキュレート大学（リムリック大学認可[7]）
- メイヌース教皇大学

### 私立単科大学（Private College）
以下は私立・独立系・非営利の高等教育機関の一部である。
- アイリッシュ・アメリカン大学
- インデペンデント・カレッジ
- グリフィス大学
- ゴールウェイ・ビジネススクール
- ダブリン・ビジネススクール
- ドーセット大学
- ハイバーニア大学
- ICDビジネススクール
- CCTカレッジ（情報技術大学）

等

## 海外大学
2020年現在、アイルランドに拠点を置いている海外の高等教育機関が6校あり、以下がその一覧である。
- ボストン・カレッジ（米国）[8][9]
- デュケイン大学（米国）[10]
- ノルマンディー・ビジネススクール（フランス）[11][12]
- ノートルダム大学（米国）[13][14]
- 聖心大学（米国）[15][16]
- オープン大学（英国）[17]